# 1965 en Ontario
Chronologie de l'Ontario
- 1961
- 1962
- 1963
- 1964
- 1965
- 1966
- 1967
- 1968
- 1969

Cette page concerne des événements survenus en 1965 dans la province canadienne de l'Ontario.

## Politique
- Premier ministre :  John Robarts du parti progressiste-conservateur de l'Ontario.
- Chef de l'Opposition :
- Lieutenant-gouverneur :
- Législature :

## Décès
- Fiorenza Johnson, femme de l'ancien premier ministre de l'Ontario George Drew.
- 1er avril : Harry Crerar, général (° 28 avril 1888).
- 8 octobre : Thomas B. Costain (en), auteur et journaliste (° 8 mai 1885).